# Synagoge (Stavenhagen)
Die Synagoge Stavenhagen war das religiöse Zentrum der jüdischen Gemeinde in Stavenhagen. Die ab 2013 sanierte ehemalige Synagoge ist heute ein Kulturzentrum im Landkreis Mecklenburgische Seenplatte in Mecklenburg-Vorpommern.

## Geschichte
Im Jahr 1820 wurde die Synagoge als Fachwerkbau errichtet. Ab 1935 wurden keine Gottesdienste mehr gefeiert. In der Pogromnacht im November 1938 wurde in der Synagoge Feuer gelegt. Es wurde aber von einem Nachbarn schnell gelöscht. Im Jahr 1942 endete die Geschichte der jüdischen Gemeinde. Damals wurden die letzten neun Juden deportiert und in Konzentrationslagern ermordet.
Danach wurde in der  Synagoge eine Tischlerwerkstatt eingerichtet. Ab 1986 stand das Gebäude schließlich leer und verfiel mehr und mehr. Die in Westdeutschland lebende Enkelin des Tischlers, die das Gebäude 1990 geerbt hatte, gehörte 2011 zu den Gründungsmitgliedern des Vereins „Alte Synagoge“. Über einen Erbbaurechtsvertrag überließ sie schließlich dem Verein das ehemalige Gotteshaus. Nachdem es jahrzehntelang eine Ruine war, wurde es von 2013 bis 2017 unter Betreuung des Architekturbüros Ruiken+Vetter  umfassend saniert.